# 猫之宮折紙
猫之宮 折紙（ねこのみや おりがみ）は、日本のライトノベル作家、PBW(WTRPG)ライター。男性。

## 著作リスト

### ファミ通文庫
- 100ゴールドショップ『ウサギ屋』（イラスト：村上ゆいち、2016年1月 - 、既刊2巻）

### PBW(WTRPG)
- ELYSION(クラウドゲート)